# José Nieto (acteur)
Pour les articles homonymes, voir Nieto et José Nieto.
José Nieto (parfois crédité Jose Nieto ou Pepe Nieto) est un acteur espagnol, né José García López le 3 mai 1902 à Murcie (région de Murcie), mort le 10 août 1982 à Matalascañas (en) (municipalité d'Almonte, Andalousie).

## Biographie
José Nieto (nom de scène) débute au cinéma dans El Lazarillo de Tormes de Florián Rey, sorti en 1925. Il participe à huit autres films muets espagnols, le dernier sorti en 1929.
Ses quatre premiers films parlants, sortis en 1931 et 1932, sont des productions américaines de la Fox tournées à Hollywood en langue espagnole. Mentionnons Cuerpo y alma de David Howard (1931), dont la version anglaise simultanée est Body and Soul d'Alfred Santell.
Par la suite, il contribue à de nombreux films étrangers ou coproductions tournés en tout ou partie dans son pays natal, comme Andalousie de Robert Vernay (film franco-espagnol, 1951, avec Luis Mariano et Carmen Sevilla), Salomon et la Reine de Saba de King Vidor (film américain, 1959, avec Yul Brynner et Gina Lollobrigida), ou encore Falstaff d'Orson Welles (film hispano-suisse, 1965, avec le réalisateur dans le rôle-titre, John Gielgud et Jeanne Moreau).
Parmi ses films espagnols, citons Le Jardin des délices de Carlos Saura (1970, avec José Luis López Vázquez et Esperanza Roy). Le dernier de ses cent-quarante-cinq films (dont quelques westerns spaghetti) est Polvos mágicos de José Ramón Larraz (avec Alfredo Landa et Carmen Villani), coproduction italo-espagnole sortie en 1983, l'année suivant sa mort.
À la télévision, José Nieto apparaît dans neuf séries de 1966 à 1979. Les deux premières sont américaines, dont Les Espions (un épisode, 1967).

## Filmographie partielle

### Cinéma
- 1925 : El Lazarillo de Tormes de Florián Rey : rôle non-spécifié
- 1926 : Gigantes y cabezudos de Florián Rey : rôle non-spécifié
- 1928 : La Comtesse Marie (La Condesa María) de Benito Perojo : rôle non-spécifié
- 1931 : Cuerpo y alma de David Howard (version espagnole de Body and Soul, même année de sortie) : Tap
- 1931 : Mamá de Benito Perojo : Alfonso de Heredia
- 1931 : Eran trece de David Howard (version espagnole de Charlie Chan Carries On, même année de sortie) : Capitaine Kin
- 1935 : Tango Bar de John Reinhardt : L'inspecteur
- 1938 : Trois Souris aveugles (Three Blind Mice) de William A. Seiter : Le chanteur espagnol
- 1939 : El Milagro de la calle mayor de N. A. Cuyas et Steve Sekely (version espagnole de Miracle on Main Street, même année de sortie) : Un membre du trio
- 1942 : Éramos siete a la mesa de Florián Rey : rôle non-spécifié
- 1943 : Palais à vendre (Se vende un palacio) de Ladislas Vajda : rôle non-spécifié
- 1943 : Idilio en Mallorca de Max Neufeld : rôle non-spécifié
- 1943 : Café de París d'Edgar Neville : rôle non-spécifié
- 1944 : Orosia de Florián Rey : Joselón
- 1944 : Cabeza de hierro d'Ignacio F. Iquino : rôle non-spécifié
- 1944 : Te quiero para mí de Ladislas Vajda : Heredia
- 1946 : Audiencia pública de Florián Rey : rôle non-spécifié
- 1947 : El Traje de luces d'Edgar Neville : rôle non-spécifié
- 1947 : Noche sin cielo d'Ignacio F. Iquino : rôle non-spécifié
- 1947 : La Nao capitana de Florián Rey : Capitaine Diego Ruiz
- 1948 : ¡Olé torero! de Benito Perojo : rôle non-spécifié
- 1948 : Mi enemigo el doctor de Juan de Orduña : Dr Campos
- 1948 : El Tambor del Bruch d'Ignacio F. Iquino : rôle non-spécifié
- 1949 : Paz de José Díaz Morales : Le médecin-commandant
- 1950 : Black Jack de Julien Duvivier et José Antonio Nieves Conde : Inspecteur Carnero
- 1951 : Andalousie de Robert Vernay : Vicente
- 1951 : El sueño de Andalucia de Luis Lucia Mingarro (version espagnole d’Andalousie) : Vicente
- 1953 : La Charge infernale (Carne de horca) de Ladislas Vajda : Chiclanero
- 1954 : Cañas y barro de Juan de Orduña : Tío Toni
- 1954 : Le Baiser de Judas (El beso de Judas) de Rafael Gil : Jésus
- 1955 : Marcelin, pain et vin (Marcelino, pan y vino) de Ladislas Vajda  : Le commandant de la garde civile
- 1955 : La Princesse d'Eboli (That Lady) de Terence Young : Don Juan de Escobedo
- 1955 : La Cruz de mayo de Florián Rey : Pepe Platino
- 1955 : El Padre Pitillo de Juan de Orduña : rôle non-spécifié
- 1956 : Alexandre le Grand (Alexander the Great) de Robert Rossen : Spithridatès
- 1956 : Playa prohibida de Julián Soler : rôle non-spécifié
- 1956 : Meurtre, Drogue et Compagnie (Contraband Spain) de Lawrence Huntington : Pierre
- 1957 : Flamenco (Spanish Affair) de Luis Marquina et Don Siegel : rôle non-spécifié
- 1957 : Orgueil et Passion (The Pride and the Passion) de Stanley Kramer : Carlos
- 1957 : Au bord du volcan (Action of the Tiger) de Terence Young : Kol Stendho
- 1957 : L'Adieu aux armes (A Farewell to Arms) de Charles Vidor : Major Stampi
- 1958 : Les Bijoutiers du clair de lune de Roger Vadim : Comte Miguel de Ribera
- 1959 : Lune de miel (Luna de miel) de Michael Powell : rôle non-spécifié
- 1959 : Tommy the Toreador de John Paddy Carstairs : Inspecteur Quintero
- 1959 : Salomon et la Reine de Saba (Solomon and Sheba) de King Vidor : Ahab
- 1959 : John Paul Jones, maître des mers (John Paul Jones) de John Farrow : Red Cherry
- 1960 : La Révolte des esclaves (La Rivolta degli schiavi) de Nunzio Malasomma : Sesto
- 1961 : Le Roi des rois (King of Kings) de Nicholas Ray : Gaspard
- 1962 : Le Fils du capitaine Blood (Il Figlio des capitano Blood) de Tulio Demicheli : Capitaine De Malagon
- 1962 : La Chevauchée des Outlaws (Tierra brutal) de Michael Carreras : Ortega
- 1963 : Les 55 Jours de Pékin (55 Days at Peking) de Nicholas Ray : Le ministre italien
- 1963 : Comme s'il en pleuvait (Tela de araña) de José Luis Monter : Don Álvaro
- 1963 : The Ceremony de Laurence Harvey : L'inspecteur
- 1963 : L'Aigle de Florence (Il Magnifico Avventuriero) de Riccardo Freda : Connétable de Bourbon
- 1964 : Le Voleur de Tibidabo de Maurice Ronet : Van Ecker
- 1964 : Le Pont des soupirs (Il Ponte dei sospiri) de Carlo Campogalliani et Piero Pierotti
- 1964 : I Due Violenti de Primo Zeglio : Le maire
- 1965 : Mission dangereuse au Kurdistan (Durchs wilde Kurdistan) de  Franz Josef Gottlieb : Pir Kamek
- 1965 : Django le Proscrit (El proscrito del río Colorado) de Maury Dexter : Camargo
- 1965 : Falstaff (Campanados a medianoche) d'Orson Welles : Northumberland
- 1965 : Le Tigre se parfume à la dynamite de Claude Chabrol : rôle non-spécifié
- 1965 : Le Docteur Jivago (Doctor Zhivago) de David Lean : Un prêtre
- 1966 : Kid Rodelo de Richard Carlson : Thomas Reese
- 1967 : Le Canard en fer blanc de Jacques Poitrenaud : rôle non-spécifié
- 1967 : Les Cruels (I Crudeli) de Sergio Corbucci : Le shérif
- 1967 : Les Aventures extraordinaires de Cervantes (Cervantes) de Vincent Sherman : rôle non-spécifié
- 1968 : Les Vampires du docteur Dracula (La Marca del Hombre-lobo) d'Enrique López Eguiluz : Comte von Alen
- 1970 : Le Jardin des délices (El Jardín de las delicias) de Carlos Saura : Un cadre
- 1971 : Prince noir (Black Beauty) de James Hill : Lorent
- 1971 : L'Homme qui venait de la haine (El Hombre que vino del odio) de León Klimovsky : rôle non-spécifié
- 1971 : Scandalous John de Robert Butler : Un musicien du groupe de mariachis
- 1971 : Catlow de Sam Wanamaker : Le général
- 1972 : Meurtres au soleil (Un verano para matar) d'Antonio Isasi-Isasmendi : Mason
- 1973 : Chino (Valdez, il mezzosangue) de John Sturges et Duilio Coletti : rôle non-spécifié
- 1975 : Hay que matar a B. de José Luis Borau : rôle non-spécifié
- 1976 : Call Girl : La Vida privada de una señorita bien d'Eugenio Martín : Le chef d'entreprise
- 1978 : El Huerto del Francés de Paul Naschy : rôle non-spécifié
- 1983 : Polvos mágicos de José Ramón Larraz : Juez

### Séries télévisées
- 1966 : The Dick Van Dyke Show, saison 5, épisode 20 Remember the Alimony de Jerry Paris : Le premier mariachi
- 1967 : Les Espions (I Spy), saison 2, épisode 21 Une chambre au château (A Room with a Rack) : Don José